# Лексингтон (Тексас)
Лексингтон (енгл. Lexington) град је у америчкој савезној држави Тексас. По попису становништва из 2010. у њему је живело 1.177 становника.

## Демографија
Према попису становништва из 2010. у граду је живело 1.177 становника, што је 1 (0,1%) становника мање него 2000. године.
| Група             | 2000.       | 2010.       |
| Белци             | 916 (77,8%) | 909 (77,2%) |
| Афроамериканци    | 128 (10,9%) | 143 (12,1%) |
| Азијати           | 1 (0,1%)    | 0 (0,0%)    |
| Хиспаноамериканци | 111 (9,4%)  | 106 (9,0%)  |
| Укупно            | 1.178       | 1.177       |